# 2-idrossiisoflavanone sintasi
La 2-idrossiisoflavanone sintasi è un enzima appartenente alla classe delle ossidoreduttasi, che catalizza la seguente reazione:
apigenina + 2 NADPH + 2 H+ + O2 ⇄ 2-idrossi-2,3-diidrogenisteina + 2 NADP+ + H2O
L'enzima è una proteina eme-tiolata (P-450). La 2-idrossiisoflavanone deidratasi (numero EC 4.2.1.105) agisce sulla 2-idrossi-2,3-diidrogenisteina, con la perdita di acqua e la formazione di genisteina. Questa reazione potrebbe avvenire spontaneamente.